# Ixazomib

Ixazomib

L'ixazomib est un inhibiteur du protéasome utilisé comme médicaments dans certains cancers.

## Pharmacodynamique
Il est utilisé par voie orale. Il a une demi-vie d'action plus courte que le bortézomib et a une meilleure activité anti-protéasome que ce dernier.

## Efficacité
Dans le myélome multiple et en association avec le lénalidomide et un traitement par corticoïdes, il permet des rémissions plus longues. En particulier, après une transplantation de moelle, il permet une prolongation de la rémission de quelques mois.